# Kaltenkirchen
Kaltenkirchen est une ville allemande, située dans le Land de Schleswig-Holstein, dans l'arrondissement de Segeberg.

## Histoire
D'août 1944 à avril 1945, un camp de concentration regroupant entre 500 et 1 000 prisonniers est en activité dans la ville. Il s'agit d'un camp annexe au camp de concentration de Neuengamme. Les prisonniers travaillent à l'agrandissement d'un aérodrome pour la Luftwaffe dans des conditions extrêmement pénibles. Environ 700 prisonniers y sont morts.

## Jumelages
- Rødekro (Danemark) puis  Åbenrå (Danemark)
- Putlitz (Allemagne)
- Kalisz Pomorski (Pologne)
- Torgelow (Allemagne)
- Wildschönau (Autriche)

## Référence
1. ↑  Informations sur le camp en français [PDF]
2. ↑  Site web de la KZ-Gedenkstätte Kaltenkirchen in Springhirsch